# 93. komunikacijska brigada (ZDA)
93. komunikacijska brigada (izvirno angleško 93rd Signal Brigade) je bila komunikacijska brigada Kopenske vojske Združenih držav Amerike.